# Esarazione
In glaciologia e geologia l'esarazione è l'insieme dei processi fisici di erosione da parte di un ghiacciaio sulle rocce che sono a contatto con esso. Questo processo permette anche la modifica del paesaggio da parte del ghiacciaio, il quale, trascinando vari frammenti di diverso peso e dimensione, riesce a scolpire il fondovalle. 

## Descrizione
L'esarazione modella le rocce in forme levigate e graffiate.
Può esercitarsi sostanzialmente in due modi complementari: 
- i ciottoli e i frammenti di roccia che sono incastrati nella massa del ghiaccio possono esercitare un'intensa abrasione, levigando e graffiando le superfici rocciose interessate;
- la spinta stessa del ghiacciaio può sradicare interi blocchi rocciosi, specialmente se fratturati (riconoscibili come massi erratici a valle nelle fasi interglaciali).

Le forme che maggiormente testimoniano il modellamento glaciale sono i cosiddetti "dossi montonati". La caratteristica più evidente di questi elementi morfologici è la forma arrotondata e smussata; le superfici che li compongono appaiono levigate e sovente possono conservare delle striature glaciali. I detriti prodotti dall'esarazione (till) costituiscono dossi molto allungati, chiamati cordoni morenici.